# Braunweiler
Braunweiler település Németországban, Rajna-vidék-Pfalz tartományban. Lakosainak száma 622 fő (2023. december 31.). Braunweiler Sankt Katharinen és Mandel községekkel határos.

## Népesség
A település népességének változása:
| Lakosok száma | 501  | 618  | 619  | 603  | 624  | 618  | 622  |
|               | 1975 | 2010 | 2017 | 2019 | 2021 | 2022 | 2023 |